# ヤマシタトモコ
ヤマシタ トモコ（1981年5月9日 - ）は、日本の漫画家。女性。血液型はB型。主にボーイズラブ誌、『FEEL YOUNG』等の女性誌、『月刊アフタヌーン』等の青年誌で作品を執筆している。

## 来歴
「noneCo.」というサークル名等での同人活動を経て、「ねこぜの夜明け前」で2005年アフタヌーン四季賞（夏）を受賞。同作は2012年刊行の『サタニック・スイート』に収録された。
2007年、『くいもの処明楽』が「このマンガがすごい!　2007（BL部門）」で1位を獲得。
2011年、『HER』『ドントクライ、ガール』が「このマンガがすごい！　2011 オンナ編」を受賞。
2019年、『違国日記 4』で第7回ブクログ大賞（マンガ部門）を受賞。
2024年、実写映画化した『違国日記』が韓国でも上映することが決まり、ソウル市内でサイン会が行われることとなった。

## 作品リスト
- くいもの処明楽（2007/3/15、東京漫画社 MARBLE COMICS） ISBN 978-4-902671-89-6
- タッチ・ミー・アゲイン（2008/1/10、リブレ出版 BE・BOY COMICS） ISBN 978-4-86263-331-6
- 恋の心に黒い羽（2008/1/17、東京漫画社 MARBLE COMICS） ISBN 978-4-904101-05-6
- イルミナシオン（2008/8/27、宙出版 melow melow COMICS） ISBN 978-4-7767-9496-7
- 恋の話がしたい（2008/11/18、東京漫画社 MARBLE COMICS） ISBN 978-4-904101-32-2
- 薔薇の瞳は爆弾（2008/12/10、リブレ出版 BE・BOY COMICS） ISBN 978-4-86263-514-3
- ジュテーム、カフェ・ノワール（2009/7/22、フロンティアワークス DARIA COMICS） ISBN 978-4-86134-349-0
- Love,Hate,Love（2009/9/8、祥伝社 FEEL COMICS） ISBN 978-4-396-76470-8
- MO'SOME STING（2009/9/10、リブレ出版 ZERO COMICS） ISBN 978-4-86263-667-6
- YES IT'S ME（2009/9/17、東京漫画社 MARBLE COMICS） ISBN 978-4-904101-54-4
- HER（『FEEL YOUNG』2009年11月号 - 2010年4月号連載、2010/7/8、祥伝社 FEEL COMICS） ISBN 978-4-396-76496-8
- ドントクライ、ガール(『クロフネZERO』2008年夏号～2009年夏号連載、2010/7/9、リブレ出版 ZERO COMICS）ISBN 978-4-86263-806-9
- ミラーボール・フラッシング・マジック（2011/4/8、祥伝社 FEEL COMICS） ISBN 978-4-396-76519-4
  - うつくしい森（『FEEL YOUNG』2011年2月号）
  - ミラーボール・フラッシング・マジック（『FEEL YOUNG』2010年10月号 - 2011年1月号連載）
  - don't TRUST over TEEN（『月刊flowers』2009年4月号）
  - blue（『YOU』2009年17号）
  - いつかあなたの不思議のおっぱい（『FEEL YOUNG』2010年8月号）
  - カレン（『FEEL YOUNG』2010年9月号）
  - エボニー・オリーブ（『FEEL YOUNG』2008年11月号）
- 裸で外には出られない（『コーラス』及びその後継誌『Cocohana』不定期連載、2012/8/24、集英社 マーガレットコミックス） ISBN 978-4-08-846822-8
- BUTTER!!!（『月刊アフタヌーン』2010年2月号 - 2013年4月号連載、全6巻、2010/7/23 - 2013/5/23、講談社 アフタヌーンKC）
- サタニック・スイート（2012/3/23、講談社 アフタヌーンKC） ISBN 978-4-063-87815-8
  - edge of her（未発表）
  - イナズマ（未発表）
  - サタニック・スイート（未発表）
  - ねこぜの夜明け前（『月刊アフタヌーン』2005年10月号）
  - ビューティフルムービー（『月刊アフタヌーン』2008年5月号）
  - MUD（『月刊アフタヌーン』2012年3月号）
- ストロボスコープ(2012/12/10、リブレ出版 ビーボーイコミックスDX）ISBN 978-4-79971-239-9
  - ストロボスコープ（『泣けるBL』）
  - Chain gang（『b-BOY キチク』おもらし特集）
  - good morning,bad day（『onBLUE』（祥伝社）Vol.4）
  - Devil’s thoroughbred（『onBLUE』（祥伝社）Vol.6（以前、同人誌で発表した作品））
- ひばりの朝（『FEEL YOUNG』2012年4月号- 2013年6月号連載、全2巻、2012/8/8 - 2013/7/8、祥伝社 Feelコミックス）
  1. ISBN 978-4-396-76555-2
  2. ISBN 978-4-396-76582-8
- くうのむところにたべるとこ（『Cocohana』2012年9月号 - 2014年2月号連載、2014/2/25、集英社 マーガレットコミックス）ISBN 978-4-08-845173-2
- さんかく窓の外側は夜（『月刊MAGAZINE BE×BOY』2013年4月号 - 2021年1月号、全10巻、2014/2/10 - 2021/3/10、リブレ クロフネコミックス）
- スニップ,スネイル&ドッグテイル（『onBLUE』Vol.7 - vol.10連載、2013/10/25、祥伝社 Feelコミックス オンブルー）ISBN 978-4-396-78339-6
- 運命の女の子（2014/8/22、講談社 アフタヌーンKC）ISBN 978-4-06-387993-3
  - 無敵（『月刊アフタヌーン』2014年2月号）
  - きみはスター（『good！アフタヌーン』2014年9月号）
  - 不呪姫と檻の塔（『月刊アフタヌーン』2014年9月号）
- 花井沢町公民館便り（『月刊アフタヌーン』2014年10月号 - 2016年5月号連載、全3巻、2015/3/23 - 2016/9/23、講談社 アフタヌーンKC）
- ヤマシタトモコのおまけ本(特典配布物やネームなど収録、2015/11/7、祥伝社 フィールコミックス FCswing)
- WHITE NOTE PAD（『FEEL YOUNG』2015年3月号 - 2016年11月号連載、全2巻、2015/12/4 - 2016/12/8、祥伝社 フィールコミックス FCswing）
- 違国日記（『FEEL YOUNG』2017年7月号 - 2023年8月号、全11巻、2017/11/8-2023/7/28、祥伝社 フィールコミックス FCswing）

### イラスト集
- ヤマシタトモコ10周年記念イラスト集(2016/4/25、祥伝社) ISBN 978-4-396-46054-9

### 対談・インタビュー
- ヤマシタトモコのおはなし本(2015/12/4、祥伝社) ISBN 978-4-396-46053-2

### 装画
- 鬼籍通覧シリーズ 7 - 8巻（著：椹野道流、2014/4/3 - 2017/10/5、講談社ノベルス）
  - 池魚の殃 ISBN 978-4-06-182746-2
  - 南柯の夢 ISBN 978-4-06-299037-0
- BL古典セレクション1 竹取物語 伊勢物語（著：雪舟えま、2018/10/5、左右社）ISBN 978-4-86528-212-2